# 社会主义者.sk

社会主义者.sk标志

社会主义者.sk是斯洛伐克的一个左翼政治组织，于2019年10月8日在斯洛伐克内政部注册，部分创始成员来自斯洛伐克共产党。该组织的目标是推广基于社会、环境与和平支柱的价值观，寻求一种激进的左翼民主替代方案，以取代掠夺性资本主义。该组织认为掠夺性资本主义破坏了正义、平等和地球上的生命。该党的领袖是阿图尔·贝克马托夫。